# Polymer Service Merseburg
Polymer Service GmbH Merseburg (PSM) ist eine sachsen-anhaltisches Forschungs- und Dienstleistungsinstitution für die kunststofferzeugende, -verarbeitende und -anwendende Industrie mit Sitz in Merseburg.

## Geschichte und Ausrichtung
PSM hat den Status eines An-Institutes an der Hochschule Merseburg, wobei das Aufgabenfeld in der besonders in der mitteldeutschen Region ausgeprägten Lücke zwischen Grundlagenforschung und anwendungsorientierter Forschung einerseits und der industrienahen Forschung und Entwicklung andererseits definiert ist.
Die Polymer Service GmbH Merseburg wurde im Jahr 2001 als An-Institut an der Martin-Luther-Universität Halle-Wittenberg mit Sitz in Halle (Saale) gegründet und ist seit 2014 ein An-Institut an der Hochschule Merseburg.
Das interdisziplinäre Dienstleistungsspektrum wird, gestützt auf Kooperationsverträge, durch die Nutzung des Innovationspotenzials zwischen dem Unternehmen und den Hochschuleinrichtungen möglich. Im Verbund mit dem Institut für Polymerwerkstoffe e. V. (IPW), An-Institut an der Hochschule Merseburg und der Akademie Mitteldeutsche Kunststoffinnovationen (AMK) fördert PSM die zügige Umsetzung von Ergebnissen der Forschung mit entsprechendem Reifegrad in die industrielle Nutzung.
Die Kernkompetenz von PSM besteht in der Übernahme wirtschaftsnaher Forschungs- und Entwicklungsaufgaben auf dem Gebiet der Kunststofftechnik sowie ingenieurtechnischer Dienstleistungen zur Umsetzung in industrielle Technologien und Produkte. Besondere Kompetenzen bestehen in den Bereichen Kunststoffprüfung und Kunststoffdiagnostik, Kunststoffanalytik & Kunststofftechnik sowie Elastomermodifizierung & Elastomer- und Folienprüfung. In enger Kooperation mit Hochschulen, Forschungseinrichtungen und Unternehmen engagiert sich PSM dabei auch innerhalb öffentlich geförderter Forschungsvorhaben und der Lehre.
PSM ist Mitglied in der Fördergemeinschaft für Polymerentwicklung und Kunststofftechnik in Mitteldeutschland – POLYKUM e. V. und in verschiedenen Netzwerken.

## Ausgewählte Publikationen
Von PSM-Mitarbeitern publizierte Fach- und Lehrbücher (Auswahl) dienen zur Unterstützung des Wissens- und Technologietransfers in Lehre, Forschung und die industrielle Anwendung:
- Wolfgang Grellmann, Sabine Seidler (Hrsg.): Polymer Testing. 3. Auflage. Carl Hanser Verlag (2022), ISBN 978-1-56990-806-8
- Wolfgang Grellmann, Beate Langer (Hrsg.): Deformation and Fracture Behaviour of Polymer Materials. Springer Series in Materials Science, volume 247. Springer-Verlag (2017), ISBN 978-3-319-41879-7
- Wolfgang Grellmann, Sabine Seidler (Hrsg.): Kunststoffprüfung. 3., aktualisierte Auflage. Carl Hanser Verlag (2015), ISBN 978-3-446-44350-1
- Wolfgang Grellmann, Sabine Seidler (Hrsg.): Mechanical and Thermomechanical Properties of Polymers. Landolt-Börnstein. Group VIII Advanced Materials and Technologies. Polymer Solids and Polymer Melts. New Series VIII/6A3 Springer-Verlag (2014).